# Сот Кретц (Удине)
Сот Кретц је насеље у Италији у округу Удине, региону Фурланија-Јулијска крајина.
Према процени из 2011. у насељу је живело 8 становника. Насеље се налази на надморској висини од 420 м.